# Thames Challenge Cup Race: Final Heat
Thames Challenge Cup Race: Final Heat è un cortometraggio muto del 1899. Il nome del regista non viene riportato nei credit del film ma vi appare quello del produttore Cecil M. Hepworth come direttore della fotografia. La Thames Challenge Cup è una gara di canottaggio che si svolge ogni anno nel corso della Henley Royal Regatta sul Tamigi, a Henley-on-Thames

## Produzione
Il film fu prodotto dalla Hepworth.

## Distribuzione
Distribuito dalla Hepworth, il documentario - un cortometraggio della lunghezza di 15,2 metri - presumibilmente uscì nelle sale cinematografiche britanniche nel 1899.
Non si hanno altre notizie del film che si ritiene perduto, forse distrutto nel 1924 quando il produttore Cecil M. Hepworth, ormai fallito, cercò di recuperare l'argento del nitrato fondendo le pellicole.